# حسين نهابة
حسين نهابة (1966 - ) هو مترجم وكاتب وشاعر عراقي. رئيس مؤسسة أبجد للترجمة والنشر والتوزيع، ومنتج سينمائي.

## حياته
وُلد حسين نهابة في مدينة الحلة عام 1966، درس الابتدائية والثانوية فيها، حاصل على شهادتي بكالوريوس لغة إسبانية من جامعة بغداد عام 1988، ولغة إنجليزية من جامعة بابل 2004، وماجستير في اللغة الإسبانية. أصدر 55 كتاباً؛ منها 39 كتاباً مترجماً. وأول كتاب مترجم له، نشرته دار ثقافة الأطفال التابعة لوزارة الثقافة والإعلام العراقية عام 1988 حينما كان طالباً في المرحلة الرابعة. أنتج ثلاثة افلام؛ الأول قصير "لا تخبروا أنجلينا جولي" عام 2018، والفيلم الوثائقي الروائي الثاني "عائلة في فرع" عام 2019، والفيلم الوثائقي "قارئ البريد" عام 2023.

## أعماله

### الترجمة
له عشرون كتاباً مُترجماً من اللغة الاسبانية إلى اللغة العربية:
1. البحّار الصغير – رواية 1987
2. عاصفة في الكون - رواية 2010
3. الانهيار - رواية 2011
4. القرود الذهبية الثلاث
5. إمبراطورية ري – افاراكس
6. في القصة العراقية عبد الله نيازي نموذجا
7. رحلة الدوقة آنا - رواية 2015
8. العاقر – مسرحية - فدريكو غارثيا لوركا 2017
9. ديوان شجرة ديانا للشاعرة الأرجنتينية اليخاندرا بيثارنيك 2018
10. نوار بوهيميا" – مسرحية - الكاتب الأسباني رامون ديل فايه انكلان 2018
11. ديوان الأعمال والليالي وقصائد أخرى للشاعرة الأرجنتينية اليخاندرا بيثارنيك 2018
12. بورخس وانا – 2019
13. ديوان في جوف يده – الشاعر الاسباني بيدرو انريكث 2019
14. رواية «انا انسان آلي» إسحق عظيموف / دار خطوط للترجمة والنشر 2020
15. ديوان «اتنهد» بابلو نيرودا 2020
16. ديوان «في جوف يده» الشاعر الاسباني بيدرو انريكث 2021
17. رواية «الدكتور باسافنتو» للمؤلف الاسباني انريكيه فيلا-ماتاس 2021
18. ديوان «حفلة في الخواء» الشاعرة الأرجنتينية اليخاندرا باثرنيك 2021
19. ديوان شعر «حجارة الشمس» الشاعر المكسيكي اوكتافو باث 2022
20. مجموعة قصصية «نسور كافكا مختارات» 2022

له عشرة كتب مُترجمة من اللغة العربية إلى اللغة الاسبانية:
1. ديوان «وطن مجنون» - الشاعر العراقي حسن الخرساني. 2018
2. الموسوعة المعاصرة لمائة شاعر وشاعرة عرب – 2019
3. ديوان «حروف الجمر» الشاعرة المغربية فاطنة غزالي – 2019
4. مسرحيتان تاريخيتان «زفرة العربي الاخيرة» و «عائشة الحرة» – 2019
5. الموسوعة العربية المعاصرة للقصة القصيرة / الجزء الاول - 2020
6. ديوان «ملامح الماء» الشاعرة الإماراتية كلثم عبد الله - 2020
7. الموسوعة المعاصرة لمائة شاعر وشاعرة عرب / الجزء الثاني - 2021
8. ديوان «لحن باصابع مبتورة» / الشاعرة القطرية سميرة عبيد - 2021
9. كتاب «مصيري... اهوال الحرب وطموحات السلام» السفيرة الاكوادورية «ايفون عبد الباقي» - 2021
10. الموسوعة العربية المعاصرة للقصة القصيرة - الجزء الثاني - 2022

كتابين مُترجمين من اللغة العربية إلى اللغة الإنكليزية:
1. «حكايا الطاووس والثعلب» قصص للأطفال – الكاتبة العراقية ذكرى لعيبي. الترجمة باللغة الاسبانية والإنكليزية. 2018
2. «غرفة 208» مجموعة قصصية – الكاتبة السورية رندة عوض. 2019

### الشعر
1. تجليات عطشى طبعة اولى 2014 تُرجم إلى اللغة الفرنسية، والإنكليزية، والاسبانية.
2. طقوس ما بعد الاربعين 2015.
3. فجر التعاويذ 2016.
4. مائة شيبة وشيبة 2016.
5. صلاة الغائب 2017.
6. خلخال غجرية 2017.
7. اعذرني ان لم أُودّعك 2018.
8. قباب غرناطة 2020

### المسرح
1. «زفرة العربي الأخيرة» 2017 تُرجمت إلى اللغات الفرنسية والإنكليزية والاسبانية.
2. مسرحية «عائشة الحرة».

### تاريخ
1. تمائم حميد سعيد 2017.
2. اساطير ناجح المعموري - 2018.
3. متون بابلية – جبار الكواز وصلاح السعيد - 2018.
4. نسمات بابلية – اعتقال الطائي، حسينة بنيان، سناء الاعرجي، علياء الانصاري ووداد الواسطي - 2019.
5. شكر ابن العلوية - 2020

### الكتب التي كُتبت عنه
1. الحلة ينبوع اخضر... قراءة في ابداع حسين نهابة - شكر حاجم الصالحي.
2. حسين نهابة... مواسم ملونة - حمدي مخلف الحديثي.
3. حسين نهابة... وقصائد قصيرة جداً - حمدي مخلف الحديثي.
4. لعبة الشعرية وفتنة الإزاحة الجمالية في قصائد حسين نهابة، بلغاريا، دار الدراويش للطباعة والنشر 2020

## جوائز والتكريمات
1. حائز على المرتبة الأولى لمسابقة ترجمة القصائد الشعرية الأولى (من الاسبانية إلى العربية) لجمعية المترجمين العراقيين عام 2018.
2. حائز على المرتبة الأولى لمسابقة ترجمة القصائد الشعرية الثانية (من العربية إلى الاسبانية) لجمعية المترجمين العراقيين عام 2018.
3. حائز على تكريم مشترك في بيت الحكمة في احتفالية قسم الدراسات اللغوية والترجمية بمناسبة اليوم العالمي للترجمة بالتعاون مع وزارة الثقافة العراقية / دار المأمون للترجمة والنشر وجمعية المترجمين العراقيين ومشروع بغداد مدينة الابداع الثقافي / اليونسكو في 30 سبتمبر 2018 عن أفضل المترجمين الرواد.
4. حائز على جائزة الابداع (وزارة الثقافة والسياحة والآثار) لأفضل فيلم روائي قصير لعام 2018 - فيلم لا تخبروا انجلينا جولي (الإنتاج السينمائي).
5. حائز على المرتبة الأولى عن قصيدة (سلام بائعة الورد) في مهرجان روما الدولي الرابع (صوت الشاعر 2019) عام 2019.

## عضوية ومناصب
- رئيس مؤسسة «أبجد» الثقافية.
- رئيس تحرير مجلة «الدراويش» باللغة الاسبانية - اسبانيا
- رئيس مجلس إدارة صحيفة الأديب الثقافية.
- رئيس مجلس إدارة مجلة «كلكامش».
- مسؤول النقابة الوطنية للصحفيين العراقيين – فرع بابل.
- عضو جمعية المترجمين العراقيين.[1]
- عضو اتحاد الادباء والكتّاب العراقيين.
- عضو اتحاد ادباء وكتّاب جمهوريات يوغسلافيا.

## وصلات خارجية
- موقع ابجد: الكاتب حسين نهابة
- الصباح الجديد